# Glutaril-KoA dehidrogenaza
Glutaril-KoA dehidrogenaza (EC 1.3.8.6, glutarilna koenzim A dehidrogenaza, glutaril-KoA:(akceptor) 2,3-oksidoreduktaza (dekarboksilacija)) je enzim sa sistematskim imenom glutaril-KoA:elektron-transfer flavoprotein 2,3-oksidoreduktaza (dekarboksilacija). Ovaj enzim katalizuje sledeću hemijsku reakciju
glutaril-KoA + elektron-transfer flavoprotein {\displaystyle \rightleftharpoons } (E)-but-2-enoil-KoA + 2 + redukovani elektron-transfer flavoprotein (sveukupna reakcija)
(1a) glutaril-KoA + elektron-transfer flavoprotein {\displaystyle \rightleftharpoons } (2E)-4-karboksibut-2-enoil-KoA + redukovani elektron-transfer flavoprotein
(1b) (2E)-4-karboksibut-2-enoil-KoA {\displaystyle \rightleftharpoons } (E)-but-2-enoil-KoA + 2
Ovaj enzim sadrži FAD. Enzim katalizuje oksidaciju glutaril-KoA do glutakonil-KoA.

## Literatura
- Nicholas C. Price; Lewis Stevens (1999). Fundamentals of Enzymology: The Cell and Molecular Biology of Catalytic Proteins (Third изд.). USA: Oxford University Press. ISBN 019850229X.
- Eric J. Toone (2006). Advances in Enzymology and Related Areas of Molecular Biology, Protein Evolution (Volume 75 изд.). Wiley-Interscience. ISBN 0471205036.
- Branden C; Tooze J. Introduction to Protein Structure. New York, NY: Garland Publishing. ISBN 0-8153-2305-0.
- Irwin H. Segel. Enzyme Kinetics: Behavior and Analysis of Rapid Equilibrium and Steady-State Enzyme Systems (Book 44 изд.). Wiley Classics Library. ISBN 0471303097.

## Spoljašnje veze
- Glutaryl-CoA+dehydrogenase на 